# Epidendrum hemisclerioides
Epidendrum hemisclerioides är en orkidéart som först beskrevs av Friedrich Fritz Wilhelm Ludwig Kraenzlin, och fick sitt nu gällande namn av Eric Hágsater och Dodson. Epidendrum hemisclerioides ingår i släktet Epidendrum och familjen orkidéer.
Artens utbredningsområde är Colombia. Inga underarter finns listade i Catalogue of Life.